# Banihal
Banihal è una città dell'India di 2.729 abitanti, situata nel distretto di Doda, nel territorio del Jammu e Kashmir. In base al numero di abitanti la città rientra nella classe VI (meno di 5.000 persone).

## Geografia fisica
La città è situata a 33° 25' 0 N e 75° 12' 0 E e ha un'altitudine di 1.665 m s.l.m..

## Società

### Evoluzione demografica
Al censimento del 2001 la popolazione di Banihal assommava a 2.729 persone, delle quali 1.564 maschi e 1.165 femmine. I bambini di età inferiore o uguale ai sei anni assommavano a 320, dei quali 180 maschi e 140 femmine. Infine, coloro che erano in grado di saper almeno leggere e scrivere erano 1.869, dei quali 1.228 maschi e 641 femmine.